# Ezekiel McLeod
Pour les articles homonymes, voir McLeod.
Ezekiel McLeod, né le 29 octobre 1840 et mort le 11 juin 1920, est un avocat et un homme politique canadien du Nouveau-Brunswick.

## Biographie
Ezekiel McLeod naît à Cardwell. Avocat de carrière, il est élu à l'Assemblée législative du Nouveau-Brunswick du 22 juin 1882 au 25 avril 1886 en tant que député du la ville de Saint-Jean. Il est ensuite élu député fédéral conservateur de la circonscription de la Cité de Saint-Jean le 5 mars 1891. Il est en outre nommé juge en chef de la Cour d'appel du Nouveau-Brunswick de 1914 à 1917.